# Cerco de Weinsberg
O cerco de Weinsberg aconteceu em Weinsberg, no estado de Baden-Wurttemburg, na Alemanha, que fazia parte  do  Sacro Império Romano . O cerco foi uma batalha decisiva entre duas dinastias, a casa de Welfs e a de Hohenstaufen .  
No seguimento da morte do Imperador Lotário II em 1137, Henrique, o Orgulhoso, genro do mesmo, era o herdeiro direto do patrimônio de seu falecido sogro e possuidor das jóias da coroa. Ele era um forte candidato para imperador, mas os príncipes locais se opuseram a ele e elegeram Conrad III, um Hohenstaufen, em Frankfurt, em 2 de fevereiro de 1138.  Quando Conrad ofereceu o Ducado da Saxônia ao conde Alberto, o urso, os saxões iniciaram uma revolta em nome do seu príncipe, e o conde de Altorf, irmão de Henrique, o orgulhoso, começou a guerra. 

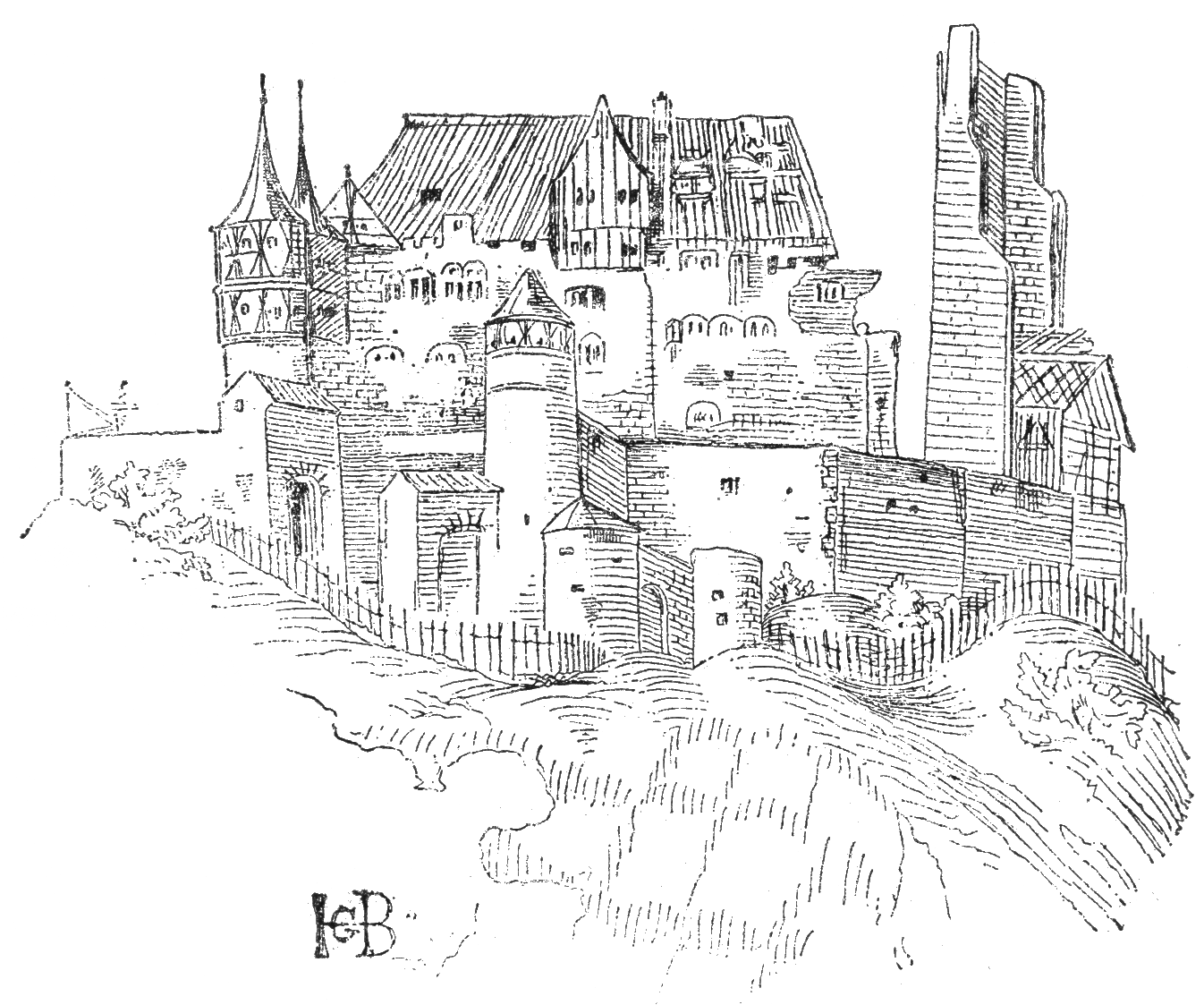
O castelo parcialmente arruinado "Weibertreu", como ficou em 1515 (desenhado após um esboço de Hans Baldung Grien).

Irritado pela defesa heróica de Welfs, Conrad III resolveu destruir Weinsberg e aprisionar seus defensores.  No entanto, ele ordenou o fim dos ataques depois da negociação de uma rendição, na qual as mulheres tiveram o direito de sair com o que pudessem carregar em seus ombros. 
Unindo-se as mulheres deixaram seus pertences e, carregando os seus maridos sobre ombros, saíram da cidade. Quando o rei viu o que estava a acontecer, ele riu e aceitou o engenhoso truque das mulheres, dizendo que um rei deveria sempre manter sua palavra.  Esta história tornou-se conhecida como as "esposas leais de Weinsberg" ( Treue Weiber von Weinsberg ).  As ruínas do castelo são hoje conhecidas como Weibertreu ("lealdade de esposa") em comemoração do evento. 

A Interpretação única das mulheres das ordens do rei foi usada no filme moderno Ever After (1998) baseado no conto de fadas Cinderela . 